# Cayos de Piedra
Cayos de Piedra (también escrito como Cayo Piedras) Es un grupo de Cayos que geográficamente forman parte del archipiélago de Sabana-Camagüey, en la sección de Sabana, cerca de la Bahía de Buena Vista, forman parte de la República de Cuba. Administrativamente están integradas en la provincia de Sancti Spíritus, además constituye una de las áreas protegidas de Cuba, por su particular flora (233 especies) y fauna, siendo parte del Parque Nacional Caguanes. Poseen diversos lagos subterráneos y cuevas.

## Islas integrantes
El subgrupo Cayos de Piedra lo forman por lo menos 10 pequeñas islas entre las que se pueden mencionar:
- Aguada
- Lucas
- Salina
- Fábrica
- Cuevas
- Ají
- Ajicito
- Ermita
- Obispo
- Palma